# Manhattanhenge

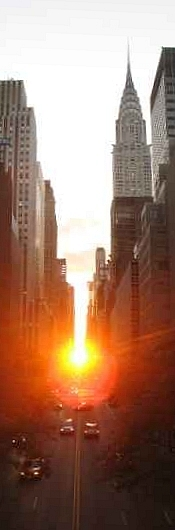
Vue de la vers l'ouest à le 13 juillet 2006. Cette photographie montre le Soleil dans l'axe de la rue.

Manhattanhenge est un événement se produisant deux fois dans l'année, pendant lequel le soleil couchant s'aligne avec les principales rues orientées Est-Ouest de Manhattan, à New York.

## Nom
« Manhattanhenge » est un mot-valise dérivé de Manhattan, l'île où se produit le phénomène, et de Stonehenge, site mégalithique du Royaume-Uni dont l'alignement putatif des pierres avec le soleil à certaines dates est une théorie courante en archéoastronomie. On rencontre également l'expression « solstice de Manhattan » (« Manhattan Solstice » en anglais).
Le terme est inventé en 2002 par l'astrophysicien Neil deGrasse Tyson.

## Principe
Manhattanhenge se produit dans les rues suivant le Commissioners' Plan, qui consiste en un plan en damier décalé de 29° par rapport à l'orientation est-ouest. Lors de Manhattanhenge, un observateur sur l'une des rues est-ouest (orientées, donc, de 299°) voit le soleil se coucher sur le New Jersey directement dans son axe. Le phénomène est particulièrement visible dans les 14e, 23e, 34e et 42e rues.
Manhattanhenge a lieu au coucher de soleil deux fois chaque année, vers le 28 mai et le 12 juillet, deux dates de part et d'autre du solstice d'été. En 2011, le phénomène a eu lieu le 21 mai à 20:17  et les 12 (plein soleil) et 13 juillet (demi-soleil), à 20:25, En 2012, il s'est produit le 29 mai à 20:17 et le 12 juillet à 20:25 (demi-soleil), et le 30 mai à 20:16 et le 11 juillet à 20:24 (plein soleil).
De façon similaire, dans l'autre sens, on peut observer le soleil se lever dans l'axe de ces rues vers le 5 décembre et le 8 janvier, dates de part et d'autre du solstice d'hiver,, sous réserve bien entendu de conditions météorologiques favorables. Tout comme les dates de solstices et d'équinoxes, les dates de Manhattanhenge varient légèrement d'année en année.

## Phénomènes similaires
Le même phénomène peut se rencontrer dans d'autres villes suivant un plan similaire. Il ne coïncide avec les équinoxes que si le plan hippodamien suit précisément une orientation nord-sud et est-ouest, aligné avec le vrai Nord et non le pôle Nord magnétique.
La situation de Baltimore est assez proche, avec des levers de soleil le 25 mars et le 18 septembre, et des couchers de soleil le 12 mars et le 29 septembre.
À Chicago, le soleil couchant s'aligne avec les rues le 25 septembre, un phénomène connu comme « Chicagohenge ».
À Toronto, Torontohenge se produit au coucher de soleil le 25 octobre et le 16 février,.
Montréal connait un Montrealhenge le 12 juillet.
À Strasbourg, il se produit au mois d'octobre le Strasbourghenge où le soleil levant vu depuis l'autoroute A351 s'aligne avec la flèche de la cathédrale.

## Culture populaire
- Le phénomène est utilisé dans une scène du film Je suis une légende sorti en 2007.
- En 2008, le groupe de punk hardcore Fucked Up a utilisé une photo de Manhattanhenge pour la couverture de son album The Chemistry of Common Life ; ses membres racontent cependant sur leur blog n'avoir pris connaissance du phénomène qu'en lisant l'article de Wikipédia consacré à leur propre album[11].
- En 2009, le phénomène est au centre de l'intrigue d'un épisode de la saison 6 des Experts : Manhattan[12].
- En 2010, la scène finale du film Morning Glory met en scène Mike Pomeroy (Harrison Ford) et Becky Fuller (Rachel McAdams) marchant dans le soleil couchant de Manhattanhenge[13].
- En 2016, la scène finale de l'épisode 10 de la saison 3 de la série Younger explique et met en scène le phénomène.